# بيل للمروحيات
بيل للمروحيات هي شركة أمريكية متخصصة في صناعة الطائرات المروحية، يقع مقر الشركة في فورت وورث، تكساس.
بيل للمروحيات قسم من شركة تيكسترون، تصنع بيل المروحيات العسكرية في فورت وورث وآماريلو، تكساس. بينما تصنع المروحيات التجارية في ميرابيل بمقاطعة كيبيك الكندية.

## تاريخ الشركة
قام لورانس بيل بتأسيس الشركة في العاشر من يوليو 1935 في بوفالو، نيويورك تحت مسمى شركة بيل للطائرات. ركزت الشركة في بدايتها على الطائرات المقاتلة، أول مقاتلة تم إنتاجها هي مقاتلة ذات محركين تستخدم لاستهداف مفجري القنابل. بيل صنعت أيضا أول طائرة أمريكية نفاثة بى-59. طائرة إكس-1 كانت الطائرة الأولى التي تخترق حاجز الصوت.

## منتجات الشركة
المجال المدني
- بيل 47
- بيل 204/205
- بيل 206
- بيل 210
- بيل 212
- بيل 214
- بيل 214 إس تي
- بيل 222
- بيل 230
- بيل 407
- بيل 400
- بيل 412
- بيل 417
- بيل 427
- بيل 430